# Reik
Reik és un trio musical originari de la ciutat de Mexicali, Baixa Califòrnia, Mèxic, va ser nominat per a premis com els MTV Video Music Awards Llatinoamèrica 2005 i els Grammy llatí 2005. El look del grup i la seva música està una mica inspirada en la del trio anglès BBMak, i altres influències musicals d'aquest grup són: Further Seems Forever, Gustavo Cerati, Sin Bandera, Shakira, Maroon 5 (del qual van cantar diverses vegades el single "This Love "), Coldplay i Café Tacuba. Van guanyar en 3 categories: "Millor Grup", "Millor Artista Mexicà" i "Millor Nou Artista Mexicà", col·locant com a segons grans guanyadors de la nit, després de Shakira. Reik va ser nominat al premi "Orgullosament Llatí" en les categories de "Millor Video de l'Any", "Millor Cançó de l'Any" i "Millor Grup Llatí". Es van emportar el premi de "Millor Cançó de l'Any" pel seu senzill "Inoblidable".

## Membres
- Jesús Alberto Navarro Roses (vocalista)
- Juliol Ramirez (guitarrista acústic)
- Gilberto "Bibi" Marin (guitarrista elèctrica)

## Reik
El 24 maig 2005 treuen el seu àlbum homònim debut, on va predominar el pop i les balades, van obtenir disc de platí i or per la venda de més de 150,000 còpies a Mèxic. Es pot dir que aquestes còpies es van col·locar com a resultat de la promoció de tan sols el seu primer senzill titulat "Yo quisiera". El segon senzill de la seva discografia que es diu "Que vida la mía" que va tenir un èxit moderat. Tot i no fer promoció a l'estranger, l'àlbum va ser dels més demandats. Després van venir els senzills "Noviembre sin ti" i "Niña", els quals van tenir un bon èxit.

## Sessió metropolitana
El 2006 prova del gran èxit assolit en tan sols un disc, gravar un disc en viu al Teatre Metropolitan de la Ciutat de Mèxic, que porta per nom Sessió Metropolitana, on van participar artistes com Sin Bandera, interpretant el seu proprio tema Que Lloro, Natalia i la Forquetina, van interpretar Amarte duele, cançó escollida per a una pel·lícula i juntament amb Kalimba cantar Niña. Aquest disc va ser un pont entre el primer i el que seria el seu segon disc, que ja treballaven en aquells dies.

## Seqüència
A finals del 2006, per a aquest nou disc Reik se submergeix en el rock en espanyol, el pop clàssic, el rock pop i alternatiu en anglès per aconseguir així el disc que portaria per nom Seqüència, gravat a finals del 2006 ja dues setmanes de la seva llançament va ser disc d'or. Aquest disc no va córrer amb el mateix èxit del primer, però va arribar a ser que Reik s'anés consagrant com una de les bandes més populars. Tres de les 11 cançons van ser escrita pel grup. D'aquest disc es va desprendre el senzill "Invierno", el qual assoliment bones posicions a les llistes. Després van treure el seu segon senzill anomenat "Me duele amarte", una balada la qual va sonar molt en la ràdio, després «De Que Sirve», aquesta cançó és diferent a les altres amb un so més rocker, i encara que mai van llançar la cançó "Sabes "com a senzill, aquesta cançó va arribar a estar en el gust del públic. La seva gira els va portar a recórrer gairebé tota Amèrica. A principis van cantar en el Miss Món a Puerto Rico. A la Fira Internacional De Barquisimeto \ Veneçuela on van cantar a més de 120.000 persones.
Reik va estar al programa Fusiona2 amb Fonseca, on en comptes de cantar una cançó d'un altre artista ells van escriure la seva pròpia cançó anomenada "Pobre Corazón", en la que van utilitzar l'acordió.

## Un Dia Más
La seva tercera producció discogràfica titulada "Un dia más". Després treuen un senzill a part juntament amb Maite Perroni anomenat Mi Pecado per a la novel·la del mateix nom. A l'octubre els de Reik van recopilar el disc Un Dia Más a on afegir cançons com Mi Pecado, Más cerca de ti entre d'altres, per llançar una edició especial del disc. Reik va ser el guanyador en els Premis MTV 2009 com a millor grup pop i el Grammy Llatí al millor disc duo o grup amb "Un Dia Mas".

## Discografia
| Any  | Àlbum                                     | Informació | Certificacions                               |
| ---- | ----------------------------------------- | ---------- | -------------------------------------------- |
| 2005 | Reik                                      | Estudi     | - AMPROFON: Platí + Or - RIAA: Platí (Latin) |
| 2006 | Sesión metropolitana                      | Viu        |                                              |
| 2006 | Secuencia                                 | Estudi     | - AMPROFON: Or                               |
| 2008 | Un día más                                | Estudi     | - AMPROFON: Platí                            |
| 2011 | Peligro                                   | Estudi     | - AMPROFON: Platí + Or                       |
| 2013 | Reik, en vivo desde el Auditorio Nacional | VivU       | - AMPROFON: Or                               |
| 2016 | Des/Amor                                  | Estudi     | - AMPROFON: 2× Platí                         |

### Senzills
| Any  | Senzill                         | Certificacions       | Âlbum                                     |
| ---- | ------------------------------- | -------------------- | ----------------------------------------- |
| 2005 | "Yo Quisiera"                   | - AMPROFON: Or       | Reik                                      |
| 2005 | "Que Vida La Mía"               |                      | Reik                                      |
| 2005 | "Noviembre Sin Ti"              | - AMPROFON: Or       | Reik                                      |
| 2006 | "Niña"                          |                      | Reik                                      |
| 2006 | "Vuelve"                        |                      | Reik                                      |
| 2006 | "Invierno"                      |                      | Secuencia                                 |
| 2007 | "Me Duele Amarte"               |                      | Secuencia                                 |
| 2007 | «De Qué Sirve»                  |                      | Secuencia                                 |
| 2007 | "Sabes"                         |                      | Secuencia                                 |
| 2008 | "Inolvidable"                   | - AMPROFON: Or       | Un Día Más                                |
| 2009 | "Fui"                           |                      | Un Día Más                                |
| 2009 | "No Desaparecerá"               |                      | Un Día Más                                |
| 2009 | "Voy A Estar"                   |                      | Un Día Más                                |
| 2009 | "Mi Pecado" (amb Maite Perroni) |                      | Un Día Más                                |
| 2011 | 'Peligro"                       | - AMPROFON: Platí    | Peligro                                   |
| 2011 | 'Tu Mirada"                     | - AMPROFON: Or       | Peligro                                   |
| 2012 | "Creo En Ti"                    | - AMPROFON: 4× Platí | Peligro                                   |
| 2012 | "Te Fuiste De Aquí"             | - AMPROFON: Platí    | Peligro                                   |
| 2013 | "Con La Cara En Alto"           | - AMPROFON: Or       | Reik, en vivo desde el Auditorio Nacional |
| 2013 | "Ciego"                         |                      | Sencillo                                  |
| 2015 | "Voy A Olvidarte"               |                      | Des/Amor                                  |
| 2016 | "Ya Me Enteré"                  | - PROMUSICAE: Platí  | Des/Amor                                  |
| 2016 | "Spanglish"                     |                      | Des/Amor                                  |
| 2016 | "We Only Have Tonight"          |                      | Des/Amor                                  |
| 2016 | "Qué Gano Olvidándote"          |                      | Des/Amor                                  |